# István Cziráki
István Cziráki (Nagykanizsa, 21 de juny de 1986) és un ciclista hongarès que va ser professional del 2007 al 2011. Del seu palmarès destaca el campionat nacional en ruta de 2009.

## Palmarès
- 2009
  -  Campionat d'Hongria en ruta
- 2011
  -  Campionat d'Hongria en escalada